# Libor Černý
Libor Černý (* 20. srpna 1968 Nové Město na Moravě) je český politik. Byl poradcem ministra obrany Lubomíra Metnara. Provádí expertní a poradenské činnosti v oblasti bezpečnosti a zajišťování obrany státu v návaznosti na Vojenskou policii. Provádí konzultační a poradenské činnosti v působnosti resortního sportovního armádního centra ASC Dukla a poradenské činnosti v oblasti zlepšení komunikace se samosprávou. Před nástupem na MO pracoval 31 let u Policie ČR. Je absolventem Právnické fakulty Masarykovy univerzity v Brně s aprobací občanského a trestního práva. Žije v Novém Městě na Moravě v rodinném domku se svou přítelkyní. Je rozvedený a má syna Patrika. Pochází z podnikatelského prostředí regionální rodinné stavební firmy JCZ Černý (pozn. Josef Černý otec), která svoji hlavní činnost ukončila.
Po ukončení studia na gymnáziu v Novém Městě na Moravě, zakončeném maturitou, pracoval po nějakou dobu jako výrobce lyží. V roce 1988 nastoupil k policii, kde pracoval až do roku 2019. Je držitelem oprávnění k výkonu ekonomických činností v organizačních složkách státu.
Během své kariéry u Policie České republiky působil jako vyšetřovatel okresního úřadu vyšetřování, později SKPV ve Žďáru nad Sázavou. Služební poměr končil jako vedoucí oddělení v Novém Městě na Moravě. A od roku 2019 pracoval pro ministra obrany.
Libor Černý je dlouholetým komunálním politikem v Novém Městě na Moravě, původně za SNK NOVÝ SMĚR. V letech 2010–2014 byl členem Rady města Nové Město na Moravě. Do zastupitelstva města se později vrátil v roce 2016, kdy kandidoval jako nezávislý za hnutí ANO 2011.
Libor Černý je voleným předsedou revizní komise SK Nové Město na Moravě. Od roku 2006 je pravidelným členem organizačních výborů Světových pohárů Horských kol, biatlonu a lyžování.
Ve volbách do Senátu PČR v roce 2020 kandidoval jako nestraník za hnutí ANO 2011 v obvodu č. 51 – Žďár nad Sázavou. Se ziskem 14,60 % hlasů skončil na 4. místě a do druhého kola nepostoupil.